# Adelma von Vay
Baronesa Adelma von Vay ou Vay (também Vay de Vaya) nascida Condessa Adelaide von Wurmbrand-Stuppach (21 de outubro de 1840 – 24 de maio de 1925), foi uma médium e uma das pioneiras do espiritismo na Eslovénia e Hungria.

## Vida e obra
Vay era a filha mais velha do Conde Ernst von Wurmbrand-Stuppach e sua esposa, a Condessa Rosa Teleki von Szék (mais tarde esposa de Frederico, Príncipe de Solms-Baruth).
Ela nasceu em Tarnopol, Galiza, hoje Ternopil, na Ucrânia, onde seu pai  Ernst von Wurmbrand-Stuppach estava servindo como Primeiro-Tenente. Em sua juventude viveu na propriedade da família perto de Schwarzau, Baixa Áustria. Seu pai morreu em 1846; quando sua mãe casou-se novamente, em 1851, ela deixou a Áustria e mudou-se para a Prússia permanecendo por 10 anos.
Em 12 de Março de 1860, casou-se com o barão de Ödön (Edmond, Eugen ou Otto). O casal viveu em primeiro lugar em Tiszalök por alguns anos, perto de húngaro-fronteira ucraniana, e mais tarde mudou-se para Slovenske Konjice (Gonobitz), onde compraram uma mansão em Prevrat, ainda conhecido como "Baronvaj". 
Adelma foi conhecida por desenvolver um grande trabalho de ajuda humanitária.

## O espiritismo
Adelma tinha a reputação de possuir poderes místicos, provavelmente herdados de sua mãe. Ela tinha a fama de fazer profecias. Foi uma homeopata e tentou curar as pessoas usando magnetismo.
Em Uma Enciclopédia de Ocultismo (1920) por Lewis Spence (1874-1955), ela foi apontada como a iniciadora do espiritismo no império austro-húngaro, com um papel decisivo também atribuída ao Verein spiriter Forscher.

## Publicações
Vay  foi autora de muitos livros, escritos em alemão e traduzidos para o inglês:
- Geist-Kraft-Stoff (1869), Spirit, Power, and Matter (Espírito, Poder e Matéria). ISBN 1-4286-1952-6
- Studien über die Geisterwelt (Estudos sobre o Mundo espiritual), (1874). ISBN 978-3-939626-02-2
- From My Life (Da Minha Vida) (1900)
- Pictures from the Beyond (Imagens do Além) (1905)
- Die Sphären zwischen der Erde und Sonne (As Esferas entre a Terra e o Sol). ISBN 978-3-902646-50-7